# Fosse Vieille Machine
La fosse Vieille Machine de la Compagnie des mines d'Anzin est un ancien charbonnage du Bassin minier du Nord-Pas-de-Calais, situé à Vieux-Condé. La compagnie, fondée le 19 novembre 1757, ouvre sa première fosse en 1758, elle est initialement nommée Machine à feu. Celle-ci est équipée d'un puits d'extraction et d'un puits d'épuisement, espacés d'une douzaine de mètres. En juin 1807, le puits d'épuisement est équipé d'une pompe à feu, mais celle-ci n'est pas entièrement fiable, si bien qu'elle est remplacée l'année suivante par celle de la fosse des Trois Arbres. Le puits est alors partiellement comblé. La fosse Neuve Machine est entreprise à l'est du carreau de fosse en 1816 et entre en fonction en 1823, date à laquelle le puits d'épuisement est serrementé. La fosse Vieille Machine cesse d'extraire le 30 avril 1861, elle est ensuite affectée au retour d'air de la fosse Vieux-Condé jusqu'en 1909, et le puits est serrementé et remblayé en 1916.
Au début du XXIe siècle, Charbonnages de France matérialise les têtes des puits Vieille Machine nos 1 et 2. Ceux-ci sont situés sur la voie publique.

## La fosse

### Fonçage
La Compagnie des mines d'Anzin est fondée le 19 novembre 1757. Les exploitations de l'ancienne Compagnie Desandrouin et Cordier sont les fosses Trois Arbres et Gros Cailloux. Deux puits sont alors creusés en 1758,. Le puits d'extraction, ou Machine à feu no 1, est de section carrée, avec un diamètre utile de deux mètres. Le puits d'épuisement, ou no 2, est situé à une douzaine de mètres au sud-est du puits principal.

### Exploitation
En juin 1807, le puits no 2 est équipé d'une pompe à feu qui fonctionne durant 22 heures par jour, donnant 420 coups de piston à l'heure, ce qui permet d'exhaurer 22 000 pieds cubes par jour. Cette installation n'était pas sans faille, puisqu'elle est remplacée en 1808 par celle de la fosse Trois Arbres, cette dernière assurant l'exhaure dans tout le secteur. Le puits Machine à feu no 2 est alors partiellement comblé. La fosse Neuve Machine est entreprise à 50 mètres à l'est du puits Machine à feu no 1 à partir de 1816, et entre en service en 1823. La fosse Machine à feu est alors renommée Vieille Machine.
C'est en 1823 que le puits Vieille Machine no 2, initialement profond de 222 mètres, est serrementé. La fosse Vieille Machine cesse d'extraire le 30 avril 1861. Elle sert ensuite de retour d'air à la fosse Vieux-Condé, sise à 906 mètres au sud-est, et ce jusqu'en 1909. Le puits Vieille Machine no 1, profond de 366 mètres, est serrementé et comblé en 1916, la même année que le puits Neuve Machine.

### Reconversion
Au début du XXIe siècle, Charbonnages de France matérialise les têtes des puits Vieille Machine nos 1 et 2. Le BRGM y effectue des inspections chaque année. Il ne reste rien de la fosse, une route et un parking prennent la place des installations.

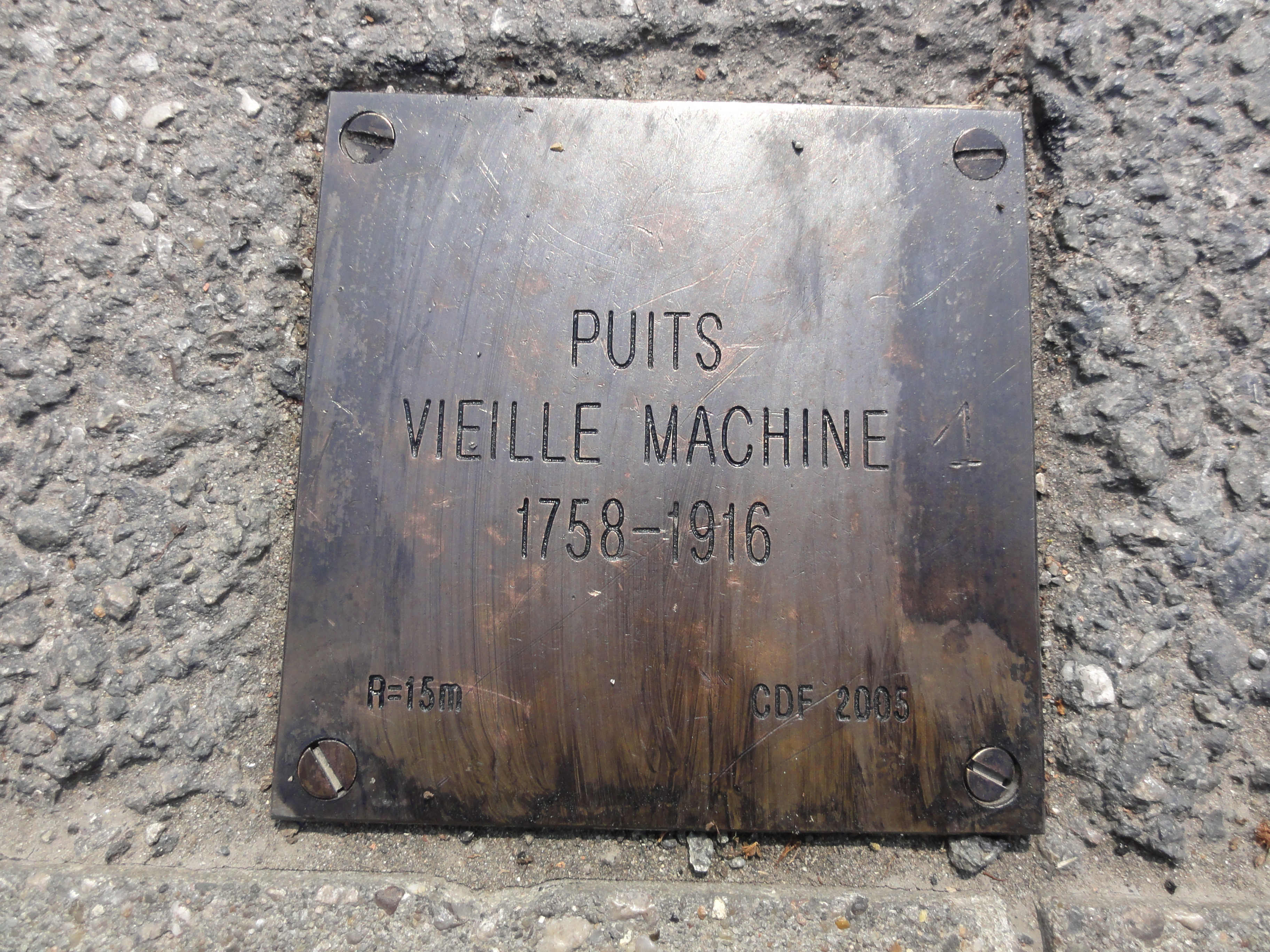
Puits Vieille Machine no 1, 1758-1916.
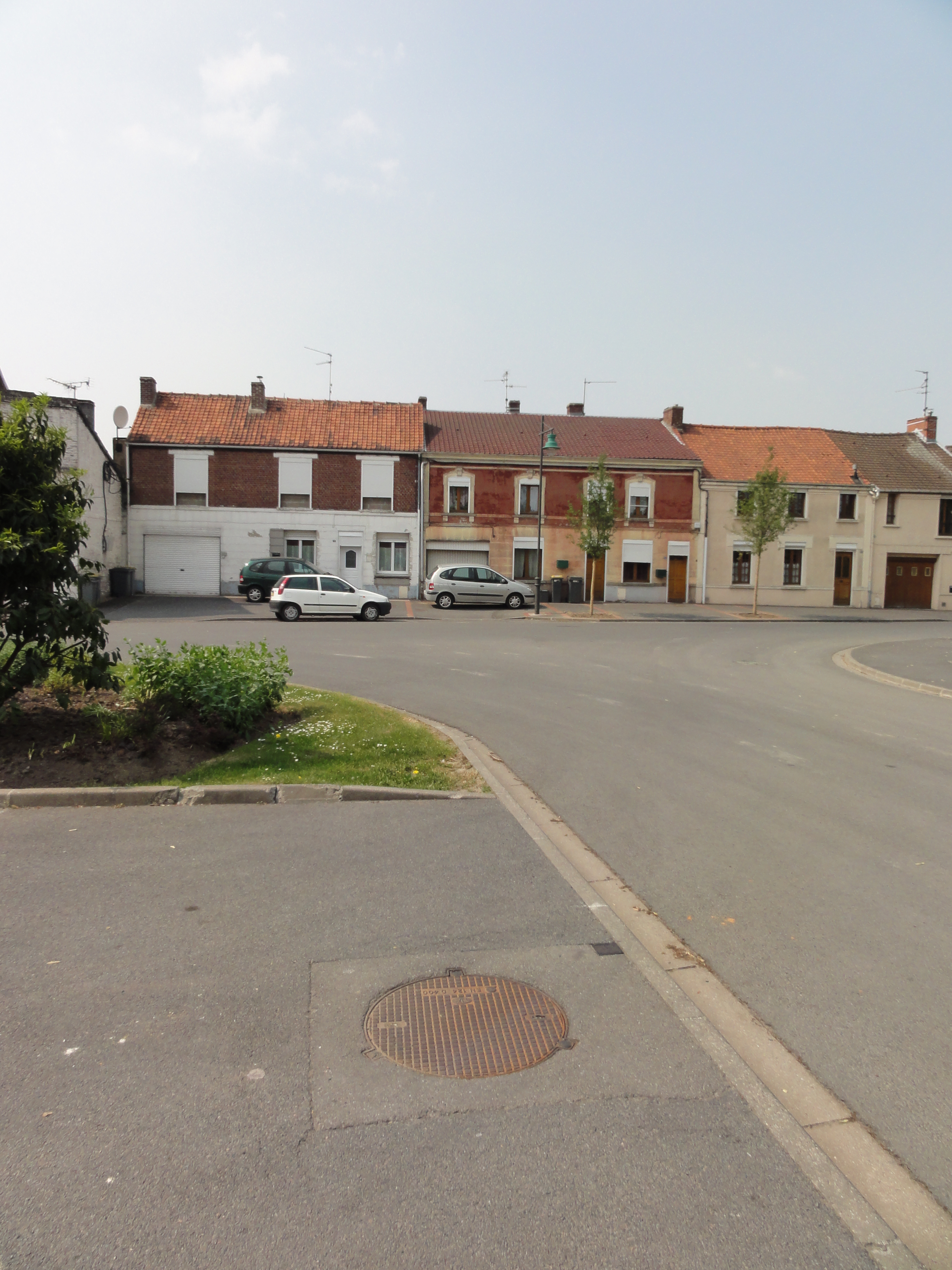
Le puits Vieille Machine no 1 dans son environnement.
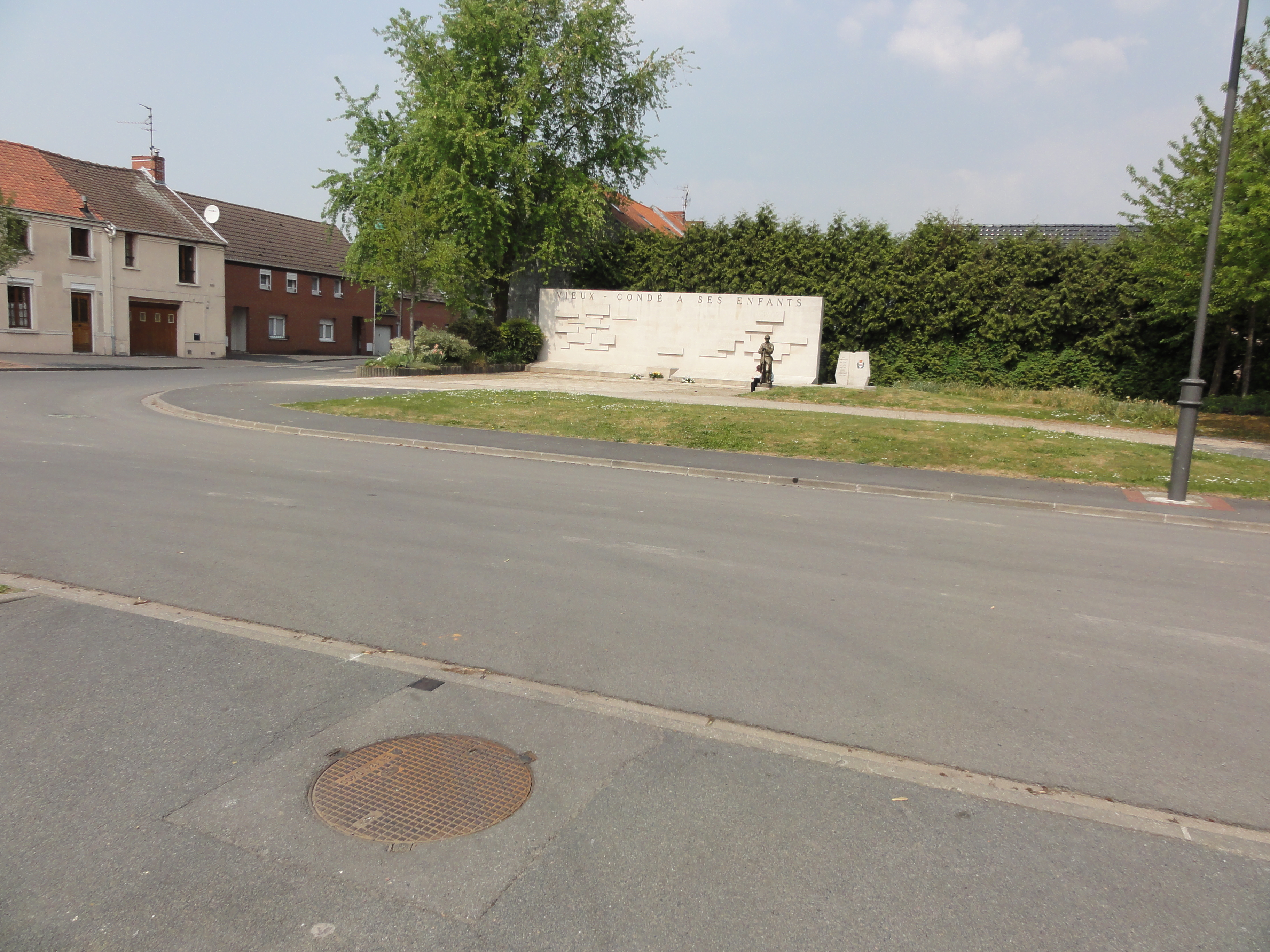
Le puits Vieille Machine no 1 dans son environnement.
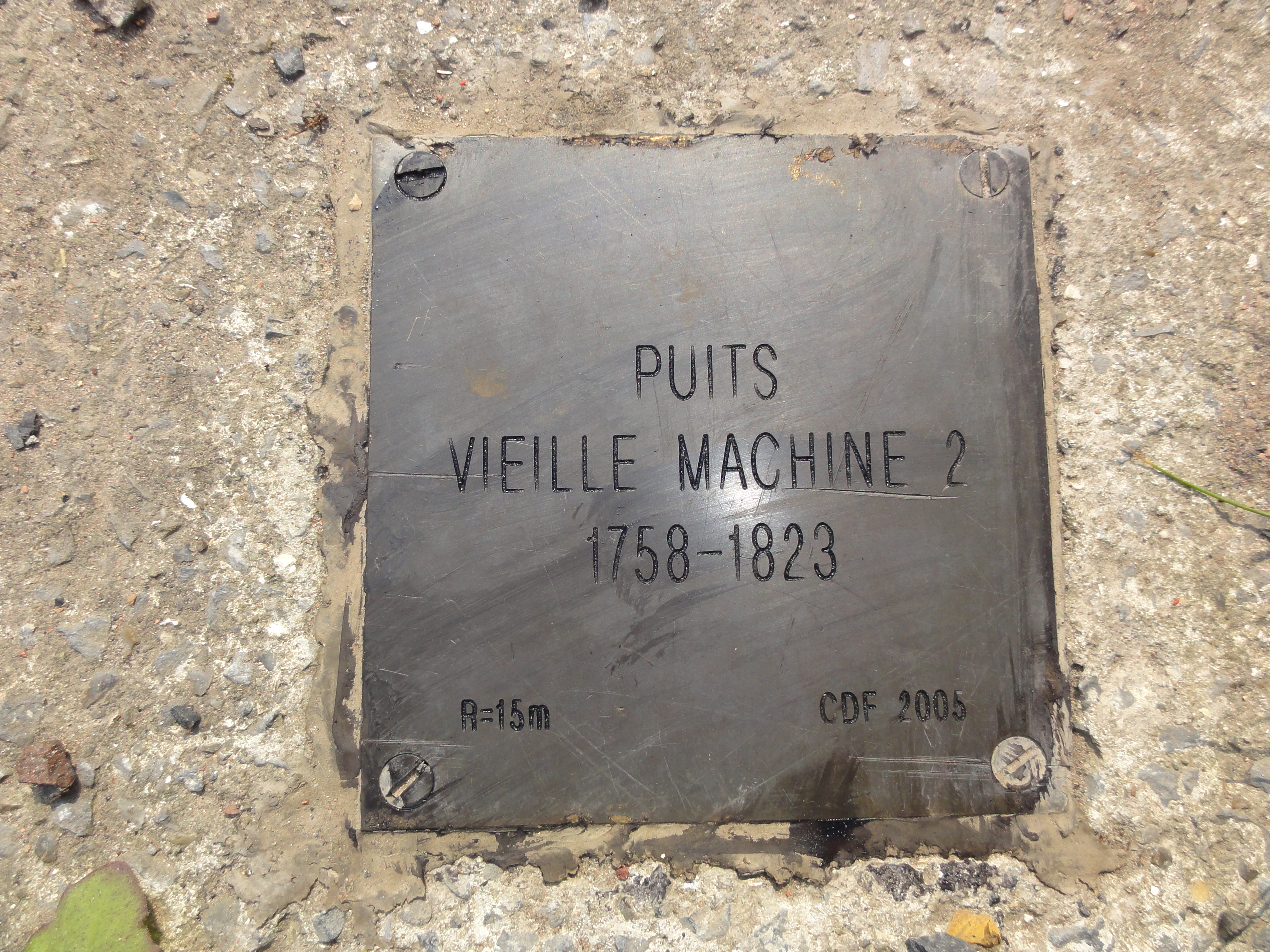
Puits Vieille Machine no 2, 1758-1823.
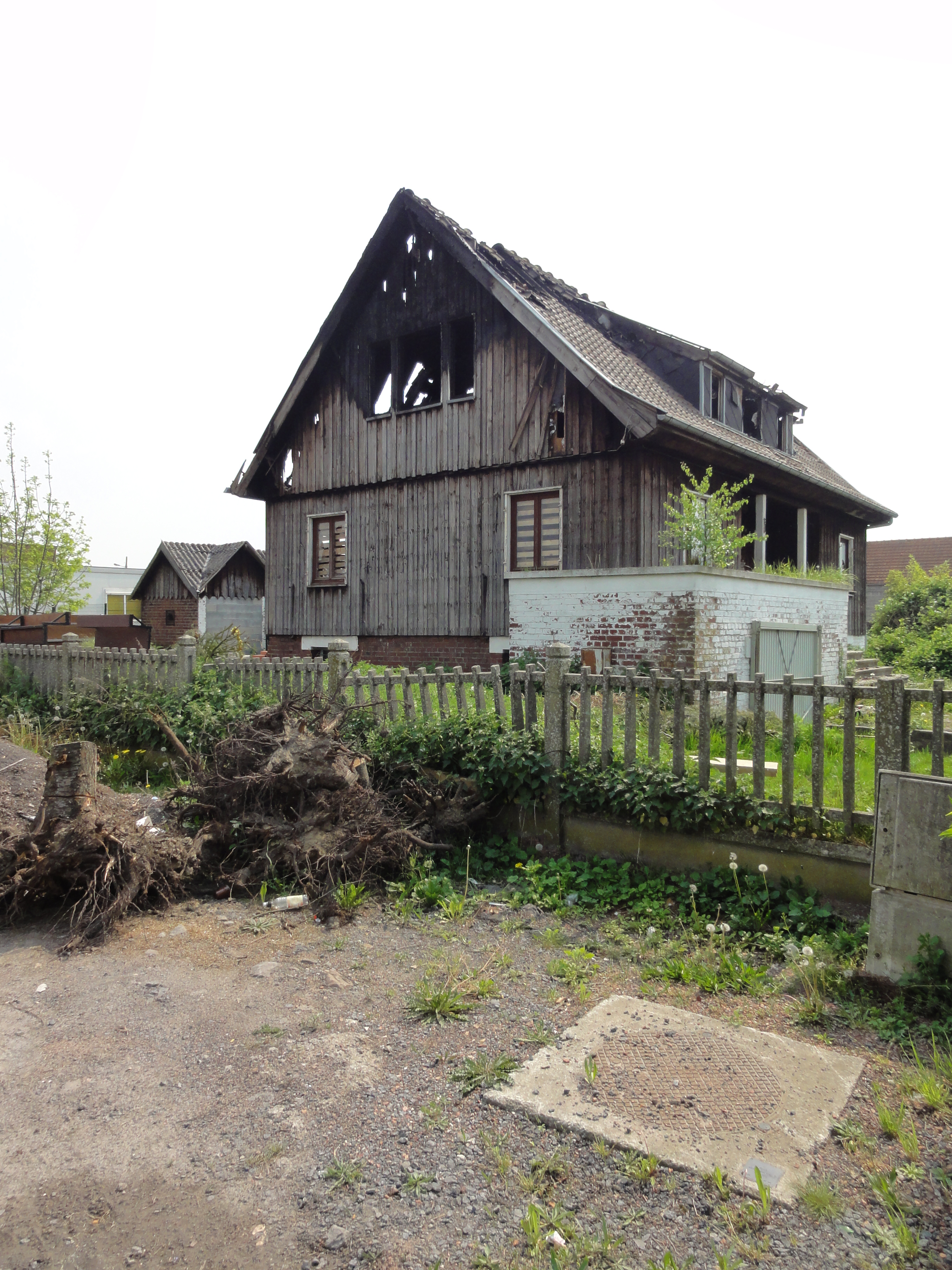
Le puits Vieille Machine no 2 dans son environnement.
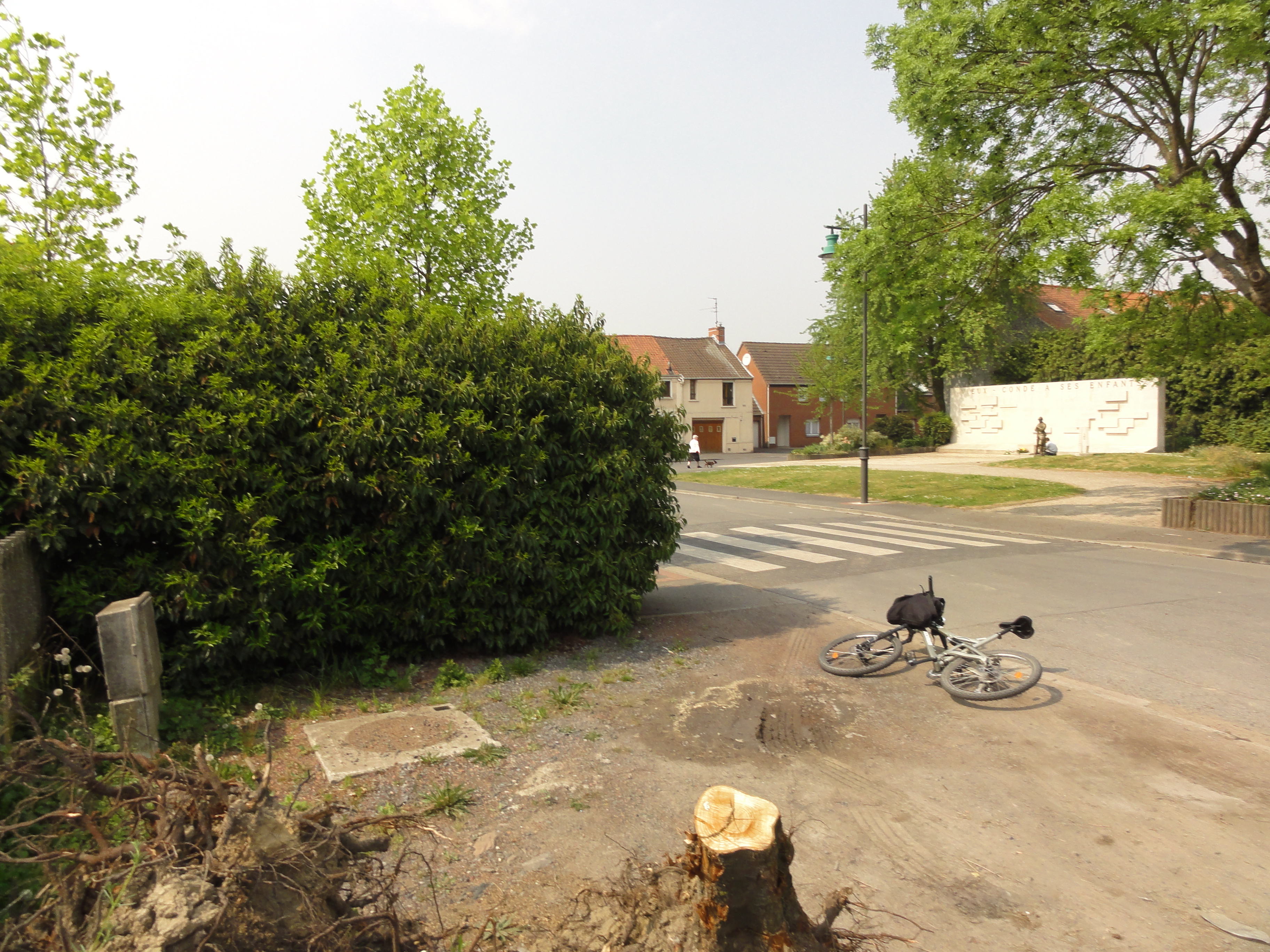
Le puits Vieille Machine no 2 dans son environnement.